# Crimen y castigo (película francesa de 1935)
Crimen y castigo (en francés: Crime et châtiment) es una película dramática francesa estrenada en 1935. Dirigida por Pierre Chenal y producida por Michel Kagansky, está protagonizada por Harry Baur, Pierre Blanchar y Madeleine Ozeray. Se trata de una adaptación de la novela homónima publicada en 1866 por Fiódor Dostoyevski. El mismo año de 1935 apareció, con una producción independiente, una  adaptación estadounidense firmada por Peter Lorre.
Los escenarios de la película fueron diseñados por el director de arte Aimé Bazin. Chenal rechazó los primeros esbozos de Bazin por demasiado realistas e históricamente fieles, con la voluntad de crear un cine más expresionista, a la manera alemana.

## Recepción
Graham Greene escribió para The Spectator en 1936 una encomiable crítica, alabando la dirección y el trabajo de cámara en particular durante la escena del crimen, así como la fidelidad de la película al texto original y la actuación de Pierre Blanchar en el retrato de Raskolnikov.

## Reparto
- Harry Baur : Porphyre
- Pierre Blanchar : Raskolnikov
- Madeleine Ozeray : Sonia
- Luciana Le Marchand : Dounia
- Marcelle Géniat : Mme Raskolnikov
- Alexandre Rignault : Razoumikhine
- Sylvie : Catherine Ivanova
- Aimé Clariond : Loujine
- Magdeleine Bérubet : Aliona
- Georges Douking : Nicolas
- Marcel Delaître : Marmeladov
- Catherine Hessling : Elisabeth
- Daniel Gilbert : Zamiatov
- Paulette Élambert : Polia
- Pablo Asselin : teniente Poudre
- Eugène Chevalier : Le Borgne
- Geno Ferny : comisario adjunto
- Claire Gérard : Nastassia
- Léon Larive : Koch
- Charles Lemontier : Pestriakov